# Campeonato Mundial de Atletismo Sub-20 de 2021 - 100 m com barreiras feminino
A prova dos 100 metros com barreiras feminino do Campeonato Mundial de Atletismo Sub-20 de 2021 ocorreu entre os dias 20 e 21 de agosto de 2021 no Centro Esportivo Internacional Moi, em Nairóbi, no Quênia. 

## Recordes
Antes desta competição, os recordes mundiais e do campeonato nesta prova eram os seguintes:
|       | Nome             | Nacionalidade | Tempo | Local           | Data                |
| ----- | ---------------- | ------------- | ----- | --------------- | ------------------- |
| WU20R | Britany Anderson | Jamaica       | 12.71 | Joensuu         | 24 de julho de 2019 |
| CR    | Elvira Herman    | Bielorrússia  | 12.85 | Bydgoszcz       | 24 de julho de 2016 |
| WU20L | Ackera Nugent    | Jamaica       | 12.76 | College Station | 29 de maio de 2021  |

## Medalhistas
| Ouro                | Prata                    | Bronze          |
| Ackera Nugent (JAM) | Anna Maria Millend (EST) | Anna Tóth (HUN) |

## Cronograma
Todos os horários são locais (UTC+3).  
| Data         | Hora  | Evento    |
| ------------ | ----- | --------- |
| 20 de agosto | 09:15 | Bateria   |
| 20 de agosto | 15:05 | Semifinal |
| 21 de agosto | 16:00 | Final     |

## Resultados

### Bateria
Qualificação: Os 4 primeiros de cada bateria (Q) e os 4 tempos mais rápidos (q). 
Vento:
Bateria 1: +0.2 m/s, Bateria 2: -0.6 m/s, Bateria 3: +0.1 m/s, Bateria 4: +0.5 m/s, Bateria 5: +0.2 m/s
| Posição | Bateria | Atleta                  | Nacionalidade  | Tempo | Notas           |
| ------- | ------- | ----------------------- | -------------- | ----- | --------------- |
| 1       | 3       | Ditaji Kambundji        | Suíça          | 13.30 | Q               |
| 2       | 2       | Ackera Nugent           | Jamaica        | 13.35 | Q               |
| 3       | 5       | Oneka Wilson            | Jamaica        | 13.36 | Q,              |
| 4       | 5       | Anna Maria Millend      | Estónia        | 13.56 | Q,              |
| 5       | 1       | Marika Majewska         | Polónia        | 13.58 | Q               |
| 6       | 4       | Marione Fourie          | África do Sul  | 13.64 | Q               |
| 7       | 5       | Weronika Barcz          | Polónia        | 13.65 | Q               |
| 8       | 2       | Anna Tóth               | Hungria        | 13.67 | Q               |
| 9       | 4       | Aitana Radsma           | Espanha        | 13.67 | Q               |
| 10      | 3       | Viktória Forster        | Eslováquia     | 13.75 | Q               |
| 11      | 3       | Sonja Stång             | Finlândia      | 13.82 | Q               |
| 12      | 4       | Giovana Corradi         | Brasil         | 13.95 | Q,              |
| 13      | 1       | Veronica Besana         | Itália         | 13.97 | Q               |
| 14      | 5       | Tanja Kokkonen          | Finlândia      | 13.97 | Q               |
| 15      | 3       | Dana-Maria Govoreanu    | Roménia        | 14.00 | Q               |
| 16      | 1       | Madina Toure            | Burquina Fasso | 14.00 | Q               |
| 17      | 3       | Gabija Klimukaitė       | Lituânia       | 14.03 | q,              |
| 18      | 1       | Yaren Yıldırım          | Turquia        | 14.06 | Q               |
| 19      | 1       | Marta Marksa            | Letónia        | 14.09 | q               |
| 20      | 1       | Klara Loessl            | Dinamarca      | 14.12 | q               |
| 21      | 4       | Nandini Agasara         | Índia          | 14.18 | Q               |
| 22      | 2       | Giorgia Marcomin        | Itália         | 14.26 | Q               |
| 23      | 3       | Cansu Nimet Sayın       | Turquia        | 14.26 | q               |
| 24      | 2       | Annika Haldbo           | Dinamarca      | 14.33 | Q               |
| 25      | 5       | Daniele Campigotto      | Brasil         | 14.49 |                 |
| 26      | 2       | Eva Murn                | Eslovênia      | 14.51 |                 |
| 27      | 3       | Rahil Hamel             | Argélia        | 14.64 |                 |
| 28      | 4       | Krystyna Yurchuk        | Ucrânia        | 14.83 |                 |
| 29      | 1       | Agnes Mutindi Ngumbi    | Quênia         | 15.72 | Recorde pessoal |
| 30      | 2       | Isabel Urrutia          | Colômbia       | 19.43 |                 |
| 31      | 4       | Ester Bendová           | Chéquia        | DNF   |                 |
| 31      | 4       | Jaclyn González Mendoza | México         | DNF   |                 |
| 31      | 2       | Léa Vendôme             | França         | DNF   |                 |
| 34      | 5       | Kayla van der Bergh     | África do Sul  | DNS   |                 |

### Semifinal
Qualificação: Os 2 primeiros de cada bateria (Q) e os 2 tempos mais rápidos (q). 
Vento:
Bateria 1: +0.3 m/s, Bateria 2: +0.3 m/s, Bateria 3: +0.3 m/s
| Posição | Bateria | Atleta               | Nacionalidade  | Tempo | Notas           |
| ------- | ------- | -------------------- | -------------- | ----- | --------------- |
| 1       | 3       | Ackera Nugent        | Jamaica        | 13.02 | Q               |
| 2       | 2       | Ditaji Kambundji     | Suíça          | 13.02 | Q               |
| 3       | 3       | Weronika Barcz       | Polónia        | 13.36 | Q,              |
| 4       | 1       | Oneka Wilson         | Jamaica        | 13.39 | Q               |
| 5       | 2       | Anna Maria Millend   | Estónia        | 13.44 | Q, NU20R        |
| 6       | 2       | Anna Tóth            | Hungria        | 13.46 | q,              |
| 7       | 2       | Sonja Stång          | Finlândia      | 13.59 | q               |
| 8       | 1       | Viktória Forster     | Eslováquia     | 13.59 | Q               |
| 9       | 3       | Marione Fourie       | África do Sul  | 13.60 |                 |
| 10      | 3       | Aitana Radsma        | Espanha        | 13.68 |                 |
| 11      | 1       | Tanja Kokkonen       | Finlândia      | 13.81 |                 |
| 12      | 1       | Gabija Klimukaitė    | Lituânia       | 13.84 | Recorde pessoal |
| 13      | 1       | Dana-Maria Govoreanu | Roménia        | 13.87 |                 |
| 14      | 1       | Marika Majewska      | Polónia        | 13.91 |                 |
| 15      | 2       | Yaren Yıldırım       | Turquia        | 13.93 |                 |
| 16      | 1       | Marta Marksa         | Letónia        | 14.00 |                 |
| 17      | 1       | Veronica Besana      | Itália         | 14.01 |                 |
| 18      | 3       | Cansu Nimet Sayın    | Turquia        | 14.08 |                 |
| 19      | 2       | Nandini Agasara      | Índia          | 14.16 |                 |
| 20      | 3       | Annika Haldbo        | Dinamarca      | 14.20 |                 |
| 21      | 3       | Giorgia Marcomin     | Itália         | 14.26 |                 |
| 22      | 3       | Madina Toure         | Burquina Fasso | 14.96 |                 |
| 23      | 2       | Klara Loessl         | Dinamarca      | DNF   |                 |
| 24      | 2       | Giovana Corradi      | Brasil         | DNS   |                 |

### Final
A prova final foi realizada no dia 21 de agosto às 16:00. 
Vento: +0.8 m/s
| Posição           | Raia | Atleta             | Nacionalidade | Tempo | Notas    |
| ----------------- | ---- | ------------------ | ------------- | ----- | -------- |
| Medalha de ouro   | 7    | Ackera Nugent      | Jamaica       | 12.95 |          |
| Medalha de prata  | 9    | Anna Maria Millend | Estónia       | 13.45 |          |
| Medalha de bronze | 3    | Anna Tóth          | Hungria       | 13.58 |          |
| 4                 | 2    | Sonja Stång        | Finlândia     | 13.63 |          |
| 5                 | 5    | Weronika Barcz     | Polónia       | DNF   |          |
| 5                 | 8    | Viktória Forster   | Eslováquia    | DSQ   | TR22.6.2 |
| 5                 | 6    | Ditaji Kambundji   | Suíça         | DSQ   | TR22.6.2 |
| 5                 | 4    | Oneka Wilson       | Jamaica       | DNS   |          |

Legenda
| Recorde mundial       | Recorde mundial (World record)               |                       | Recorde africano                      | Recorde africano (African) |                                           | Q | Classificado por posição (Qualified) |
| Recorde do campeonato | Recorde do campeonato (Championship record)  | Recorde da América    | Recorde da América (Americas)         | q                          | Classificado por melhor tempo (Qualified) |   |                                      |
| Melhor marca do ano   | Melhor marca do ano (World leading)          | Recorde asiático      | Recorde asiático (Asian)              | DNS                        | Não largou (Did not start)                |   |                                      |
| Recorde nacional      | Recorde nacional (National record)           | Recorde europeu       | Recorde europeu (European)            | DNF                        | Não terminou (Did not finish)             |   |                                      |
| Recorde pessoal       | Recorde pessoal do atleta (Personal best)    | Recorde da Oceania    | Recorde da Oceania (Oceania)          | DSQ / DQ                   | Desclassificado (Disqualified)            |   |                                      |
| Recorde da temporada  | Recorde da temporada do atleta (Season best) | Recorde sul-americano | Recorde sul-americano (South America) | NM                         | Sem marca (No mark)                       |   |                                      |